# Кантрі-Ейкерс (Техас)
Кантрі-Ейкерс (англ. Country Acres) — переписна місцевість (CDP) в США, в окрузі Сан-Патрисіо штату Техас. Населення — 163 особи (2020).

## Географія
Кантрі-Ейкерс розташоване за координатами 27°55′30″ пн. ш. 97°9′58″ зх. д. / 27.92500° пн. ш. 97.16611° зх. д. (27.925064, -97.166012).  За даними Бюро перепису населення США в 2010 році переписна місцевість мала площу 0,29 км², уся площа — суходіл.

## Демографія
Згідно з переписом 2010 року, у переписній місцевості мешкало 185 осіб у 67 домогосподарствах у складі 56 родин. Густота населення становила 640 осіб/км².  Було 72 помешкання (249/км²).
Расовий склад населення:
| - 80,5 % — білих - 2,2 % — чорних або афроамериканців - 2,2 % — азіатів - 11,9 % — осіб інших рас |

До двох чи більше рас належало 3,2 %. Частка іспаномовних становила 33,0 % від усіх жителів.
За віковим діапазоном населення розподілялося таким чином: 27,6 % — особи молодші 18 років, 62,1 % — особи у віці 18—64 років, 10,3 % — особи у віці 65 років та старші. Медіана віку мешканця становила 42,8 року. На 100 осіб жіночої статі у переписній місцевості припадало 112,6 чоловіків;  на 100 жінок у віці від 18 років та старших — 100,0 чоловіків також старших 18 років.
Цивільне працевлаштоване населення становило 62 особи. Основні галузі зайнятості: мистецтво, розваги та відпочинок — 56,5 %, сільське господарство, лісництво, риболовля — 43,5 %.